# Christian Brüls
Christian Brüls (Malmedy, 30 september 1988) is een Belgisch voetballer die bij voorkeur als aanvallende middenvelder wordt uitgespeeld.

## Carrière

### Jeugd en begin profcarrière
Brüls groeide op in het Duitstalige Amel. Zijn eerste club was Grün-Weiß Amel. Zijn prestaties bleven niet onopgemerkt en in 2002 verkaste hij naar de jeugdopleiding van de lokale grootmacht KAS Eupen. Brüls speelde daar in de jeugdelftallen tot 2005 en werd in dat jaar voor het eerst opgenomen in de A-kern van die club. Hij veroverde er een basisplaats bij de toenmalige tweedeklasser. In 2008 werd hij door het Nederlandse MVV Maastricht aangekocht. Ook daar was Brüls een vast titularis: tussen 2008 en 2010 speelde hij in totaal 65 wedstrijden, waarin hij 7 keer tot scoren kwam. Tussendoor volgde nog een kort avontuur bij het Turkse Trabzonspor, waaraan hij uitgeleend werd. Brüls kwam hier echter geen enkele keer van de bank. 

### Westerlo
Brüls vertrok in de zomer van 2010 transfervrij bij MVV waarna hij een contract ondertekende bij KVC Westerlo, er was echter even twijfel of hij ooit voor de Kempische ploeg zou kunnen uitkomen, MVV betoogde namelijk dat Brüls nog steeds eigendom was van hen maar Brüls liet verstaan dat hij al 3 maanden niet meer betaald was door MVV en daarom een vrije speler was. Uiteindelijk kreeg Brüls gelijk en speelde dan ook het seizoen uit bij Westerlo. Hij begon ook aan het daaropvolgende seizoen 2011/12, maar op het einde van de transferperiode ondertekende hij een contract bij de Belgische topclub KAA Gent.

### KAA Gent
Na een goed seizoen bij Gent, waar hij een van de sterkhouders werd, kwam er interesse van de Franse eersteklasser OGC Nice. Voor Gent was een bod van vier miljoen euro te laag. Op 29 juni 2013 maakte KAA Gent bekend dat hij na een minder seizoen voor één jaar wordt verhuurd aan OGC Nice. Er werd op het einde van het seizoen bekendgemaakt dat Brüls zou terugkeren naar de Arteveldestad, de optie werd niet gelicht. Een maand later werd Brüls definitief verkocht.

### Resem clubs
Van 2014 tot 2017 stond hij onder contract bij Stade Rennes. Daar kwam hij weinig aan bod en in het seizoen 2015/16 speelde Brüls op huurbasis voor Standard Luik. Begin 2017 keerde hij terug bij Eupen en in augustus van dat jaar vervolgde hij zijn loopbaan in Cyprus bij Paphos FC. Dat avontuur duurde echter maar een jaar, waardoor Brüls in de zomer van 2018 zonder club zat. De middenvelder vond niet meteen een nieuwe ploeg. Brüls trainde in de daaropvolgende maanden bij de Franse tweedeklasser Paris FC, de Duitse derdeklasser Hallescher FC en zelfs zijn opleidingsclub Grün-Weiß Amel.

### Tweede passage bij Westerlo
Pas op 6 februari 2019 vond hij onderdak bij z'n ex-club KVC Westerlo, dat ondertussen afgezakt was naar het tweede niveau in België. Brüls kreeg hier een contract aangeboden tot het einde van het seizoen. Vooral in play-off 2 speelde hij enkele goede wedstrijden waarin hij ook drie keer tot scoren kwam. Op 6 juni 2019 maakte Westerlo bekend dat het akkoord met Brüls bereikt had over een contractverlenging tot 2021. Hij kende vervolgens een topseizoen en groeide uit tot absolute sterkhouder bij Westerlo, in het seizoen 2019/20 scoorde hij 10 doelpunten. Na afloop van dit seizoen was er interesse van ex-club Eupen om Brüls terug naar het hoogste niveau te halen. Westerlo wou hier echter niet van weten waardoor de transfer niet doorging.

### STVV
In de winterstop van het seizoen 2020/21 vertrok Brüls dan toch bij Westerlo, hij werd binnengehaald door eersteklasser Sint-Truidense VV waar hij onder trainer Peter Maes de nieuwe spelmaker van het elftal moet worden. Op 10 januari 2021 mocht hij meteen in de basisopstelling debuteren in de thuiswedstrijd tegen Club Brugge. Deze wedstrijd werd echter met 1-2 verliezend afgesloten.

### Zulte Waregem
In het seizoen 2022/23 zat Zulte Waregem in degradatienood. Het trok in de wintermercato, naast Jelle Vossen en Ruud Vormer, ook Brüls aan om de club in de eerste afdeling te houden. De middenvelder kreeg een contract tot medio 2025. De West-Vlaamse club wist zich toch niet te redden. Het seizoen daarop in de tweede afdeling kwam Brüls minder aan spelen toe en in de zomer van 2024 kreeg hij te horen van Zulte Waregem dat ze niet verder wouden gaan met hem. De middenvelder werd naar de B-ploeg verbannen en eind november 2024 werd in onderling overleg zijn contract ontbonden.

### KSK Beveren
Eind december werd de 36-jarige Brüls opgevist door de tweedeklasser KSK Beveren, dat hem een contract tot medio 2026 gaf.

## Spelerscarrière

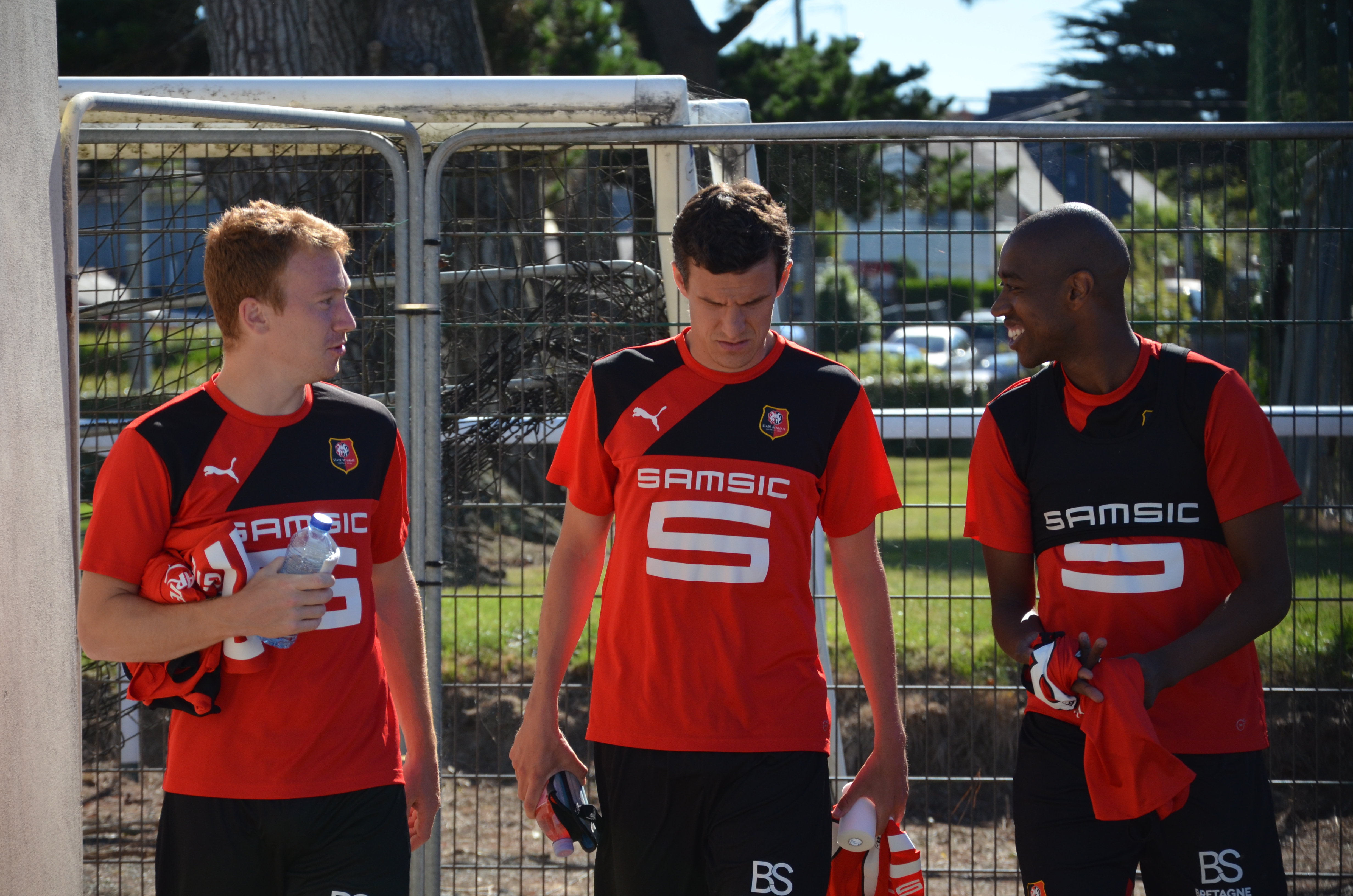
Brüls (links) tijdens een training bij Stade Rennes, samen met Gelson Fernandes en Romain Danzé.

| Seizoen | Club             | Land               | Competitie         | Competitie | Competitie | Beker | Beker | Internationaal | Internationaal | Totaal | Totaal |
| Seizoen | Club             | Land               | Competitie         | Wed.       | Dlp.       | Wed.  | Dlp.  | Wed.           | Dlp.           | Wed.   | Dlp.   |
| ------- | ---------------- | ------------------ | ------------------ | ---------- | ---------- | ----- | ----- | -------------- | -------------- | ------ | ------ |
| 2005/06 | KAS Eupen        | Vlag van België    | Tweede Klasse      | 6          | 0          | 0     | 0     | -              | -              | 6      | 0      |
| 2006/07 | KAS Eupen        | Vlag van België    | Tweede Klasse      | 26         | 1          | 0     | 0     | -              | -              | 26     | 1      |
| 2007/08 | KAS Eupen        | Vlag van België    | Tweede Klasse      | 31         | 4          | 0     | 0     | -              | -              | 31     | 4      |
| 2008/09 | MVV Maastricht   | Vlag van Nederland | Eerste divisie     | 36         | 3          | 1     | 0     | -              | -              | 37     | 3      |
| 2008/09 | →Trabzonspor     | Vlag van Turkije   | Süper Lig          | 0          | 0          | 0     | 0     | 0              | 0              | 0      | 0      |
| 2009/10 | MVV Maastricht   | Vlag van Nederland | Eerste divisie     | 33         | 4          | 1     | 0     | -              | -              | 34     | 4      |
| 2010/11 | KVC Westerlo     | Vlag van België    | Jupiler Pro League | 34         | 5          | 5     | 0     | -              | -              | 39     | 5      |
| 2011/12 | KVC Westerlo     | Vlag van België    | Jupiler Pro League | 5          | 0          | 0     | 0     | 3              | 1              | 8      | 1      |
| 2011/12 | KAA Gent         | Vlag van België    | Jupiler Pro League | 36         | 4          | 4     | 0     | 0              | 0              | 40     | 4      |
| 2012/13 | KAA Gent         | Vlag van België    | Jupiler Pro League | 33         | 3          | 4     | 0     | 4              | 0              | 41     | 3      |
| 2013/14 | → OGC Nice       | Vlag van Frankrijk | Ligue 1            | 33         | 2          | 4     | 2     | 0              | 0              | 37     | 4      |
| 2014/15 | Stade Rennais    | Vlag van Frankrijk | Ligue 1            | 9          | 0          | 0     | 0     | 0              | 0              | 9      | 0      |
| 2015/16 | → Standard Luik  | Vlag van België    | Jupiler Pro League | 10         | 1          | 3     | 1     | 1              | 0              | 14     | 2      |
| 2016/17 | Stade Rennais    | Vlag van Frankrijk | Ligue 1            | 0          | 0          | 0     | 0     | 0              | 0              | 0      | 0      |
| 2016/17 | KAS Eupen        | Vlag van België    | Jupiler Pro League | 16         | 1          | 1     | 0     | -              | -              | 17     | 1      |
| 2017/18 | Paphos FC        | Vlag van Cyprus    | A Divizion         | 29         | 2          | 0     | 0     | -              | -              | 29     | 2      |
| 2018/19 | KVC Westerlo     | Vlag van België    | Eerste klasse B    | 14         | 3          | 0     | 0     | -              | -              | 14     | 3      |
| 2019/20 | KVC Westerlo     | Vlag van België    | Eerste klasse B    | 28         | 10         | 2     | 0     | -              | -              | 30     | 10     |
| 2020/21 | KVC Westerlo     | Vlag van België    | Eerste klasse B    | 12         | 3          | 1     | 0     | -              | -              | 13     | 3      |
| 2020/21 | Sint-Truiden     | Vlag van België    | Eerste klasse A    | 14         | 1          | 0     | 0     | -              | -              | 14     | 1      |
| 2021/22 | Sint-Truiden     | Vlag van België    | Eerste klasse A    | 33         | 7          | 1     | 0     | -              | -              | 34     | 7      |
| 2022/23 | SV Zulte Waregem | Vlag van België    | Eerste klasse A    | 15         | 0          | 2     | 0     | -              | -              | 17     | 0      |
| 2023/24 | SV Zulte Waregem | Vlag van België    | Eerste klasse B    | 27         | 1          | 3     | 0     | -              | -              | 30     | 1      |
| 2024/25 | SV Zulte Waregem | Vlag van België    | Eerste klasse B    | 0          | 0          | 0     | 0     | -              | -              | 0      | 0      |
| 2024/25 | SK Beveren       | Vlag van België    | Eerste klasse B    | 0          | 0          | 0     | 0     | -              | -              | 0      | 0      |
| Totaal  | Totaal           | Totaal             | Totaal             | 480        | 55         | 32    | 3     | 8              | 1              | 520    | 59     |

Bijgewerkt op 14 april 2022.

## Erelijst
Standard Luik
| Nationaal        |    |      |
| Beker van België | 1x | 2016 |